# Martina Trevisan
Martina Trevisan (ur. 3 listopada 1993 we Florencji) – włoska tenisistka, reprezentantka kraju w rozgrywkach Pucharu Billie Jean King. Jej bratem jest tenisista Matteo Trevisan.

## Kariera tenisowa
W rozgrywkach juniorskich Trevisan osiągnęła półfinały wielkoszlemowych French Open i Wimbledonu w 2009 roku w konkurencji gry podwójnej dziewcząt.
W rozgrywkach zawodowych zadebiutowała w czerwcu 2008 roku, w turnieju ITF we włoskim Turynie.
W 2017 roku zadebiutowała w zawodach rangi WTA Tour, osiągając ćwierćfinał gry podwójnej w Rzymie razem z partnerującą jej Sarą Errani, występując tam dzięki dzikiej karcie. W tym samym roku przeszła przez eliminacje turnieju w Gstaad, tym samym zadebiutowała w zawodach singlowych rangi WTA Tour.
W rozgrywkach Pucharu Federacji zadebiutowała podczas przegranej konfrontacji Grupy Światowej II przeciw Słowacji w 2017 roku. Swoje spotkanie deblowe Trevisan jednak wygrała.
W sezonie 2022 osiągnęła finał zawodów singlowych w Rabacie. Pokonała w nim Claire Liu 6:2, 6:1.
Najwyżej klasyfikowana w rankingu gry pojedynczej była na 18. miejscu podczas notowania 8 maja 2023 roku. W zestawieniu gry podwójnej 14 czerwca 2021 roku znajdowała się na 138. pozycji. Zwyciężyła łącznie w dziesięciu turniejach rangi ITF w grze pojedynczej i w dwóch turniejach w grze podwójnej.

## Historia występów wielkoszlemowych
Legenda
     W, wygrany turniej
     F, przegrana w finale
     SF, przegrana w półfinale
     QF, przegrana w ćwierćfinale
     xR, przegrana w x rundzie
     Qx, przegrana w x rundzie kwalifikacji
     A, brak startu
     NH, turniej nie odbył się

### Występy w grze pojedynczej
| Australian Open        | A    | A   | A | A   | A   | A   | A   | A   | Q3  | 1R | 1R  | 2R | 1R | 2R | 0 / 5  | 2 – 5   |  |  |  |  |  |  |  |  |  |  |
| French Open            | A    | A   | A | A   | A   | A   | A   | Q3  | Q2  | QF | 2R  | SF | 1R | 1R | 0 / 5  | 10 – 5  |  |  |  |  |  |  |  |  |  |  |
| Wimbledon              | A    | A   | A | A   | A   | A   | Q1  | Q2  | Q1  | NH | 1R  | 1R | 1R | 1R | 0 / 4  | 0 – 4   |  |  |  |  |  |  |  |  |  |  |
| US Open                | A    | A   | A | A   | A   | A   | Q2  | Q3  | Q1  | A  | 2R  | 1R | 2R | 1R | 0 / 4  | 2 – 4   |  |  |  |  |  |  |  |  |  |  |
|                        |      |     |   |     |     |     |     |     |     |    |     |    |    |    |        |         |  |  |  |  |  |  |  |  |  |  |
| Ranking na koniec roku | 1011 | 694 | – | 590 | 365 | 236 | 202 | 195 | 153 | 84 | 113 | 28 | 43 |    | 0 / 18 | 14 – 18 |  |  |  |  |  |  |  |  |  |  |

### Występy w grze podwójnej
| Australian Open        | A | A | A | A | A   | A | A   | A   | A    | A   | QF  | A   | 1R  | 1R | 0 / 3  | 3 – 3  |  |  |  |  |  |  |  |  |  |  |  |
| French Open            | A | A | A | A | A   | A | A   | A   | A    | A   | 1R  | 1R  | 2R  | A  | 0 / 3  | 1 – 3  |  |  |  |  |  |  |  |  |  |  |  |
| Wimbledon              | A | A | A | A | A   | A | A   | A   | A    | NH  | A   | 1R  | 1R  | 1R | 0 / 3  | 0 – 3  |  |  |  |  |  |  |  |  |  |  |  |
| US Open                | A | A | A | A | A   | A | A   | A   | A    | A   | A   | A   | 1R  | 1R | 0 / 2  | 0 – 2  |  |  |  |  |  |  |  |  |  |  |  |
|                        |   |   |   |   |     |   |     |     |      |     |     |     |     |    |        |        |  |  |  |  |  |  |  |  |  |  |  |
| Ranking na koniec roku | – | – | – | – | 931 | – | 313 | 480 | 1380 | 391 | 186 | 244 | 390 |    | 0 / 11 | 4 – 11 |  |  |  |  |  |  |  |  |  |  |  |

### Występy w grze mieszanej
Martina Trevisan nigdy nie startowała w rozgrywkach gry mieszanej podczas turniejów wielkoszlemowych.

## Finały turniejów WTA
| Legenda                     | Legenda |
| --------------------------- | ------- |
| Wielki Szlem                |         |
| Igrzyska olimpijskie        |         |
| WTA Tour Championships      |         |
| 2009 – 2020                 |         |
| WTA Premier Mandatory       |         |
| WTA Premier 5               |         |
| WTA Premier                 |         |
| WTA International Series    |         |
| WTA 125K series (2012–2020) |         |
| od 2021                     |         |
| WTA 1000 (obowiązkowe)      |         |
| WTA 1000 (nieobowiązkowe)   |         |
| WTA 500                     |         |
| WTA 250                     |         |
| WTA 125                     |         |

### Gra pojedyncza 1 (1–0)
| Końcowy wynik | Nr | Data         | Turniej | Nawierzchnia | Przeciwniczka | Wynik finału |
| ------------- | -- | ------------ | ------- | ------------ | ------------- | ------------ |
| Zwyciężczyni  | 1. | 21 maja 2022 | Rabat   | Ceglana      | Claire Liu    | 6:2, 6:1     |

### Gra podwójna 1 (0–1)
| Końcowy wynik | Nr | Data            | Turniej | Nawierzchnia | Partnerka              | Przeciwniczki               | Wynik finału |
| ------------- | -- | --------------- | ------- | ------------ | ---------------------- | --------------------------- | ------------ |
| Finalistka    | 1. | 9 sierpnia 2020 | Palermo | Ceglana      | Elisabetta Cocciaretto | Arantxa Rus Tamara Zidanšek | 5:7, 5:7     |

## Finały turniejów WTA 125

### Gra pojedyncza 2 (1–1)
| Końcowy wynik | Nr | Data             | Turniej   | Nawierzchnia | Przeciwniczka | Wynik finału |
| ------------- | -- | ---------------- | --------- | ------------ | ------------- | ------------ |
| Finalistka    | 1. | 12 września 2021 | Karlsruhe | Ceglana      | Majar Szarif  | 3:6, 2:6     |
| Zwyciężczyni  | 1. | 14 lipca 2024    | Båstad    | Ceglana      | Ann Li        | 6:2, 6:2     |

## Wygrane turnieje rangi ITF
| turnieje z pulą nagród 100 000 $         |
| turnieje z pulą nagród 75 000 / 80 000 $ |
| turnieje z pulą nagród 50 000 / 60 000 $ |
| turnieje z pulą nagród 25 000 $          |
| turnieje z pulą nagród 15 000 $          |
| turnieje z pulą nagród 10 000 $          |

### Gra pojedyncza
|     | Data       | Turniej   | Naw.    | Przeciwniczka       | Wynik         |
| 1.  | 14/09/2014 | Pula      | Ceglana | Cristiana Ferrando  | 6:4, 6:3      |
| 2.  | 21/09/2014 | Pula      | Ceglana | Marie Benoît        | 6:4, 6:3      |
| 3.  | 11/05/2015 | Pula      | Ceglana | Ulrikke Eikeri      | 6:3, 3:6, 6:1 |
| 4.  | 01/08/2015 | Rzym      | Ceglana | Lisa Sabino         | 6:1, 6:3      |
| 5.  | 04/10/2015 | Pula      | Ceglana | Anastasia Grymalska | 7:5, 3:6, 6:1 |
| 6.  | 28/08/2016 | Bagnatica | Ceglana | Katarzyna Piter     | 6:1, 5:7, 7:5 |
| 7.  | 09/10/2016 | Pula      | Ceglana | Beatriz Haddad Maia | 6:3, 6:4      |
| 8.  | 25/06/2017 | Warszawa  | Ceglana | Olha Janczuk        | 6:2, 6:4      |
| 9.  | 22/09/2019 | Pula      | Ceglana | Seone Mendez        | 6:4, 5:7, 7:5 |
| 10. | 19/09/2021 | Walencja  | Ceglana | Dalma Gálfi         | 4:6, 6:4, 6:0 |

### Gra podwójna
|    | Data       | Turniej | Naw.    | Partnerka           | Przeciwniczki                    | Wynik    |
| 1. | 15/08/2009 | Pesaro  | Ceglana | Anastasia Grymalska | Alice Balducci Federica di Sarra | 6:2, 6:2 |
| 2. | 19/04/2015 | Pula    | Ceglana | Alice Matteucci     | Giorgia Marchetti Anna Remondina | 6:2, 6:3 |

## Zwycięstwa nad zawodniczkami klasyfikowanymi w danym momencie w czołowej dziesiątce rankingu WTA
Stan na 20.102.2024
| Rok     | 2020 | 2021 | 2022 | 2023 | 2024 | Łącznie |
| Wygrane | 1    | 0    | 1    | 2    | 0    | 4       |

| #    | Zawodnik         | Ranking | Turniej              | Nawierzchnia | Runda | Wynik            |
| ---- | ---------------- | ------- | -------------------- | ------------ | ----- | ---------------- |
| 2020 |                  |         |                      |              |       |                  |
| 1.   | Kiki Bertens     | Nr 8    | French Open, Francja | Ceglana      | 4R    | 6:4, 6:4         |
| 2022 |                  |         |                      |              |       |                  |
| 2.   | Garbiñe Muguruza | Nr 10   | Rabat, Maroko        | Ceglana      | 2R    | 2:6, 6:4, 6:1    |
| 2023 |                  |         |                      |              |       |                  |
| 3.   | Maria Sakari     | Nr 6    | Sydney, Australia    | Twarda       | SF    | 6:3, 6:7(4), 7:5 |
| 4.   | Uns Dżabir       | Nr 7    | Guadalajara, Meksyk  | Twarda       | 3R    | 67(4), 7:5, 6:3  |